# Residència Reial de La Mareta
La Residència Reial de La Mareta, a l'illa canària de Lanzarote, és una de les residències de la Família Reial Espanyola. La seva titularitat i gestió correspon a l'ens públic Patrimoni Nacional, que gestiona els béns de l'Estat al servei de la corona. És una moderna mansió manada construir pel rei Hussein I de Jordània als anys 1970 i dissenyada per l'artista canari César Manrique. El seu nom prové d'un antic aljub o mareta situat a la finca.

## Història
L'empresa Explosivos Rio Tinto, propietària de la Urbanització Costa de Teguise, amb la finalitat de promocionar la urbanització, regal al Rei Hussein de Jordània, que havia visitat l'Hotel Salines, situat a la mateixa urbanització, una antiga construcció per tal d'es construís una casa.
La seva esposa, la reina Noor, arquitecta, juntament amb Cesar Manrique, van convertir l'antiga edificació en l'actual vila.
La casa está vora el mar a Costa Teguise (municipi de Teguise), al nord-est de Lanzarote. En 1980, Hussein va regalar la casa al rei d'Espanya, Joan Carles I. Des d'aleshores la família reial ha freqüentat La Mareta com a destinació de vacances.
Mes endavant, la Familia Reial Espanyola va regalar la casa al Patrimoni Nacional.
En aquesta residència va morir, el 2 de gener de 2000 la comtessa de Barcelona i mare del Rei, Maria de la Mercè, quan la família reial passava aquí el Nadal.

### Convidats il·lustres
A La Mareta hi han estat allotjades destacades personalitats de la política espanyola i internacional:
- El primer convidat fou l'ex-canceller Helmut Kohl, durant la reunió hispano-alemanya celebrada a Lanzarote l'any 1992.
- L'agost de 1992, l'expresident de l'URSS Gorbatxov i la seva esposa Raisa, van residir aquí durant tres setmanes.
- L'ex-canceller alemany Gerhard Schröder.
- El President txec Václav Havel.
- El President del govern espanyol José María Aznar.
- El vicepresident i ministre d'economia del govern espanyol Rodrigo Rato.
- El President de Kazajstàn Nusurtan Nazarabayev.
- El president del govern espanyol José Luis Rodríguez Zapatero, a l'estiu de 2005.